# ديوان الجزائر
ديوان الجزائر، هو بمثابة مجلس عام يضم الوزراء وكبار الموظفين والقادة العسكريين والعلماء والأعيان، يجتمع في مواعيد معينة لمعالجة القضايا التي تخص الدولة، وكان للجزائر ديوان خاص إلا أن تدخل الباشوات في صلاحياته أفقده المصداقية وجرده من الكثير من المسؤوليات، ففقد أهميته خاصة عندما حول الداي علي باشا مقر الحكم من قصر جنينة إلى قصر القصبة. يتكون من 700 عضو. وضيفته أنتخاب داي الجزائر، يجتمع هذا المجلس مرة واحدة في الأسبوع.